# توقیف کشتی ام‌اس‌سی آریس توسط ایران
توقیف کشتی ام‌اس‌سی آریس توسط ایران اشاره توقیف یک کشتی باری کانتینربر متعلق به شرکت کشتیرانی مدیترانه دارد که در ۲۵ فروردین ۱۴۰۳ توسط نیروی دریایی سپاه پاسداران انقلاب اسلامی در تنگه هرمز و در نزدیکی سواحل بندر فجیره و به دلیل خاموش بودن دستگاه اعلام موقعیت و عدم پاسخ به سوالات لازم توقیف شد. این شناور با پرچم پرتغال تردد می‌کند، در اجاره ایال اوفر، تاجر اسرائیلی بود.

## تاریخچه تنش‌ها
از سال ۲۰۱۹، ایران اقدامات دریایی فزاینده‌ای علیه کشتی‌های اروپایی، آمریکایی و اسرائیلی انجام داده است، به‌طور مداوم به کشتی‌های مختلف حمله کرده و کشتی‌ها را در میان مسائل سیاسی توقیف کرده است، که در سال ۲۰۲۳ توسط رسانه‌های اسرائیلی به عنوان «دزدی دریایی» توصیف شده است. این حادثه در جریان تشدید تنش‌ها میان ایران و اسرائیل و در بحبوحه جنگ نیابتی میان اسرائیل، ایران و حماس رخ داد. رئیس‌جمهور ایالات متحده، جو بایدن، به ایران هشدار داد که وضعیت را در هفته پیش از حادثه تشدید نکند.
حملهٔ موشکی و پهپادی ایران در پاسخ به حمله هوایی به کنسولگری ایران در دمشق، ساعاتی پس از توقیف این کشتی رخ داد.‌‌ توقیف کشتی باری «ام‌اس‌سی آریس» در تنگه هرمز چند روز پس از تهدید فرمانده نیروی دریایی سپاه پاسداران انقلاب اسلامی رخ داد که گفته بود در صورت لزوم می‌تواند تنگه هرمز را ببندد.

## کشتی ام‌اس‌سی آریس
کشتی ام‌اس‌سی آریس یک کشتی کانتینری است که در سال ۲۰۲۰ ساخته شده است. از سال ۲۰۲۴، این کشتی تحت پرچم مادیرای پرتغال ثبت شده است. طول آن ۳۶۶ متر و عرض آن ۵۱ متر است. وزن ناخالص کشتی ۱۴۹,۵۲۵ تن و وزن ناخالص تابستانی آن ۱۵۸,۰۹۷ تن است. این کشتی توسط ام‌اس‌سی از Gortal Shipping، یک شرکت تابعه از زودیاک، اجاره شده است و ام‌اس‌سی هدایت فعالیت‌های آن را بر عهده دارد. به گزارش رویترز، «زودیاک» بخشی از شرکت «اوفر گلوبال» است که ایال اوفر، تاجر اهل اسرائیل، مدیر عامل آن است.

## عملیات توقیف
در صبح روز ۱۳ آوریل ۲۰۲۴، سپاه پاسداران ایران با استفاده از هلی‌کوپتر به کشتی ام‌اس‌سی حمله کرده و آن را به تصرف درآورد، و ادعا کرد که این کشتی قوانین دریانوردی را نقض کرده است. این توقیف در آب‌های بین‌المللی نزدیک سواحل امارات متحده عربی رخ داد. وزیر امور خارجه اسرائیل این اقدام ایران را به عنوان عملی از «دزدی دریایی بین‌المللی» طبق قوانین بین‌المللی خواند. ارتش ایران پس از آن کشتی و خدمه آن را به آب‌های ایران منتقل کرد. ۲۵ نفر از اعضای خدمه کشتی شامل ۱۷ هندی، ۴ فیلیپینی، ۲ پاکستانی، ۱ روسی و ۱ استونیایی بودند.
در تاریخ ۲۷ آوریل، وزیر امور خارجه ایران، حسین امیرعبداللهیان اعلام کرد که ۲۴ نفر از خدمه باقی‌مانده کشتی ام‌اس‌سی به کنسولگری‌های خود دسترسی پیدا کرده و آزاد خواهند شد. در تاریخ ۳ مه، او اعلام کرد که خدمه آزاد شدند، اما کشتی همچنان تحت کنترل ایران باقی ماند.

## واکنش‌ها و پیامدها
- پس از این حادثه، وزیر امور خارجه اسرائیل، اسرائیل کاتز، از اتحادیه اروپا خواست تا سپاه پاسداران انقلاب اسلامی را تحریم کند.[۱۷]
- جو بایدن تعطیلات خود را کوتاه کرد و به کاخ سفید بازگشت تا "مشاوره‌های امنیتی" انجام دهد، و وزیر دفاع آمریکا، لوید آستین، با وزیر دفاع اسرائیل، یوآو گالانت، تماس گرفت و گفت که اسرائیل می‌تواند به ایالات متحده تکیه کند.[۱۸]
- در تاریخ 18 آوریل، 16 انجمن حمل‌ونقل نامه مشترکی به سازمان ملل ارسال کردند و خواستار انجام هر اقدامی برای آزادی خدمه اسیر کشتی MSC Aries شدند و همچنین درخواست کردند که "حضور نظامی، ماموریت‌ها و گشت‌های منطقه افزایش یابد تا از دریانوردان محافظت شود".[۱۹]
- وزیر امور خارجه انگلیس در مصاحبه‌ای مدعی شد که در گفتگو با حسین امیرعبداللهیان گفته است که: «ایران باید این حملات بی ملاحظه را متوقف کند، تنش‌ها را کاهش دهد و کشتی ام‌اس‌سی آریس را آزاد کند.»[۲۰]

### در‌ ‌ایران
- خبرگزاری ایرنا این کشتی را با «رژیم صهیونیستی» مرتبط دانست.[۲۱]
- ویدیویی از سخنان یکی از مجریان پوشش ویژه تلویزیون سراسری ایران از حمله این کشور به اسرائیل در شبکه‌های اجتماعی دست به دست می‌شود که درباره هزینه صدها موشک و پهپادی که سپاه پاسداران روانه اسرائیل کرد، خطاب به بینندگان می‌گوید: «نگران نباشید، پولش را پیش‌پیش با توقیف کشتی گرفته‌ایم.»[۲۱]